# Ordalía del agua
La prueba del agua pertenecía en la Edad Media a las Ordalías o juicios de Dios, con las que se pretendía decidir la culpabilidad o inocencia de un acusado, a menudo de brujería.
Existían dos pruebas jurídicas distintas, una con agua caliente y otra con agua fría.

## Agua caliente
La judicium aquae ferventis es probablemente la forma más antigua de juicio de Dios en Europa. La prueba aparece mencionada en algunos de los textos de leyes más primitivos (por ejemplo en Hinkmar von Reims) de Europa Central.
En esta prueba, el acusado debía extraer, con el brazo desnudo, una pequeña piedra o un anillo de un caldero de agua hirviendo. A veces se usaba aceite o plomo ardiente. Un temprano ejemplo, no judicial, de la prueba, lo describió Gregorio de Tours a finales del siglo VI. Describe cómo un santo católico, Jacinto, venció a un rival arriano cogiendo una piedra de un caldero de agua hirviendo. Según Gregorio, a Jacinto le llevó cosa de una hora cumplir la tarea (pues las aguas hervían ferozmente), pero le satisface señalar que cuando lo intentó el arriano, a quien consideraba hereje, se quemó la piel hasta el codo.
Los textos legales del reinado del rey Athelstan proporcionan algunas de las regulaciones reales más elaboradas para el uso de esta ordalía en la Inglaterra anglosajona, aunque el relato más completa en aquel período de prácticas de ordalías se encuentran en un texto legal anónimo escrito algún tiempo después, en el siglo X. Según este texto, usualmente con el título Ordal, el agua tiene que estar cerca de la temperatura de ebullición, y la profundidad a la que tiene que estar la piedra sería hasta la muñeca para una ordalía one-fold y hasta el codo para una ordalía three-fold. La distinción entre la ordalía one-fold y la three-fold parece que se basa en la severidad del crimen, estando la segunda reescrita para crímenes graves como traición o para criminales célebres. La ordalía tendría lugar en la iglesia, con varias personas presentes, purificadas y rezando a Dios para revelar la verdad. Después, la mano se vendaba y se examinaba tres días después para ver si estaba curando o gangrenándose.
Era aún una práctica en las iglesias católicas del siglo XII. Un sospechoso colocaría su mano en el agua hirviendo. Si después de tres días Dios no había sanado sus heridas, el sospechoso era culpable del crimen.

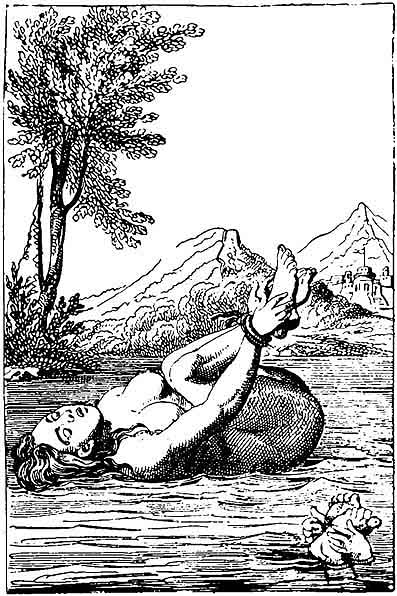
Ordalía por agua, grabado del.

La ordalía del agua tenía lugar, principalmente, en una iglesia, porque se creía que Dios podía mirar y decidir si eran o no inocentes.

## Agua fría
La ordalía de agua fría tiene un precedente en el Código de Ur-Nammu y el Código de Hammurabi, bajo los cuales un hombre acusado de brujería era sumergido en una corriente de agua y se le absolvía si lograba sobrevivir. 
La judicium aquae frigidae fue introducida probablemente por el Papa Eugenio II (824-827). [cita requerida]
En la prueba, el acusado era atado y se le descendía con una cuerda a una masa de agua mientras se repetía el rezo: deja que el agua no reciba el cuerpo de aquel que, liberado del peso de la bondad, es llevado por el viento de la injusticia.
Al contrario que en el caso de la prueba de agua caliente, aquí era necesario que se produjera un milagro para declarar culpable al acusado. Si la acción seguía su curso normal, es decir el reo se hundía, era declarado inocente y se le sacaba de nuevo del agua – aunque en estos casos también se producían muertes involuntarias. Sin embargo, también hubo épocas en las que se consideraba el hundimiento del cuerpo en el agua como señal de culpabilidad.
La práctica también se estableció en la ley de los francos, pero fue abolida por Ludovico Pío en 829. La práctica reapareció a finales de la Edad Media: en el Dreieicher Wildbann de 1338, un hombre acusado de caza furtiva tenía que ser sumergido en un barril tres veces para ser considerado inocente si se hundía, y culpable si flotaba.

### Prueba de brujas

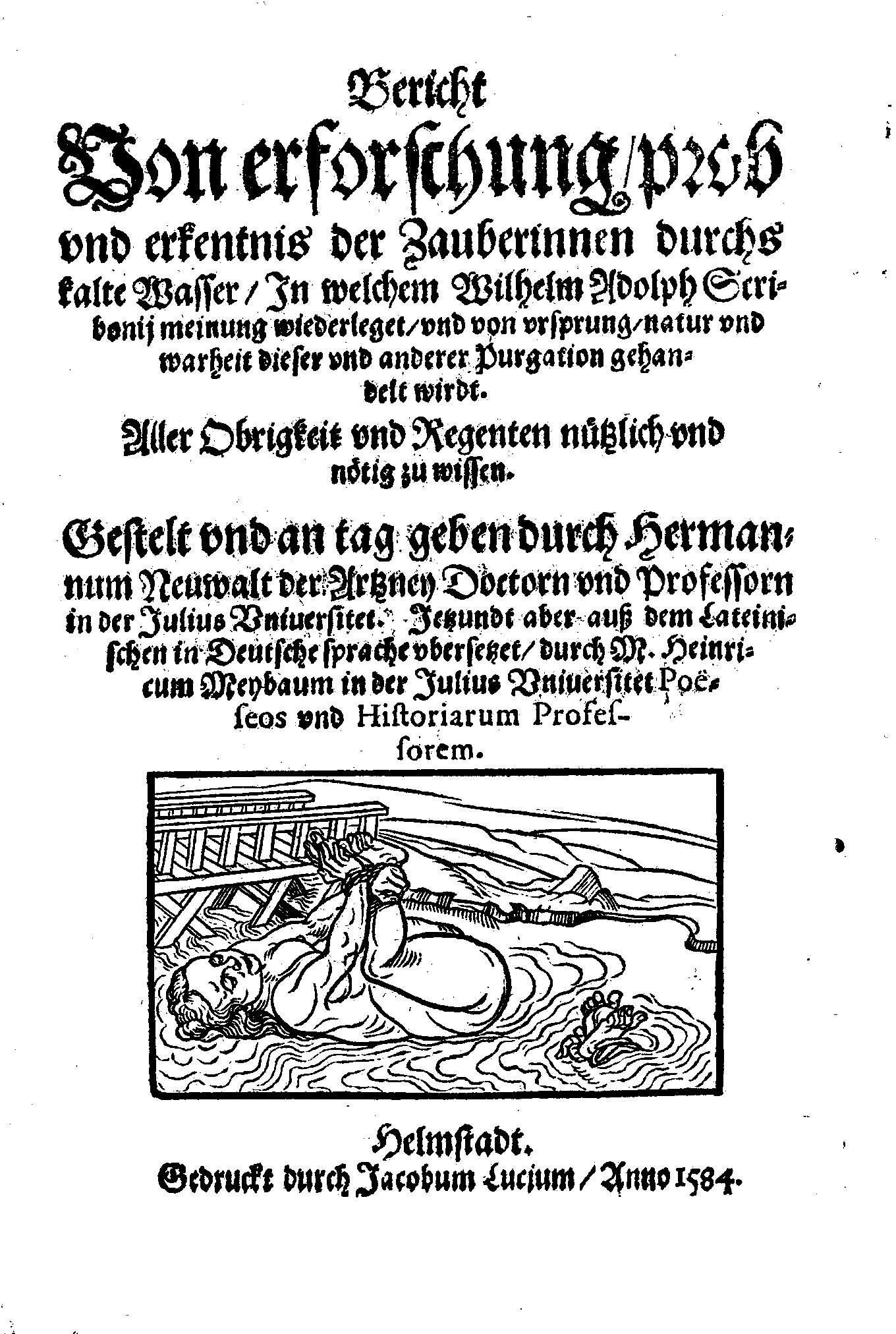
Prueba del agua, portada del escrito de Hermann Neuwalt, Helmstedt 1581.

La prueba del agua fría también se empleó como prueba para desenmascarar a brujas, al igual que otras pruebas de brujas que –a pesar de no ser reconocidas oficialmente– siguieron siendo empleadas en procesos a brujas.
A pesar de que la participación de religiosos en los llamados juicios de Dios se prohibió en el Cuarto Concilio de Letrán en el año 1215 y de que las pruebas iban siendo prohibidas poco a poco en los juicios civiles a partir de la Alta Edad Media, de forma que a partir del siglo XIII se empleó más y más la tortura para obtener confesiones, la prueba del agua reapareció en el contexto de la caza de brujas a comienzos de la Época Moderna. Y aunque la prueba siguió siendo rechazada por la mayoría de los juristas como indicio de culpabilidad, las creencias populares llevaron a menudo a que los mismos acusados pidieran poder someterse a la prueba del agua, ya que veían en ella una buena posibilidad de demostrar su inocencia sin tener que someterse a la tortura.
Uno de los más conocidos teóricos de la brujería, que había justificado la realización de la prueba en diversos escritos, fue Wilhelm Adolf Scribonius. De él se conoce el siguiente ejemplo de prueba del agua:

[...] Cuando llegué el 25 del mes de otoño a Lemgow, dos días más tarde [...] se llevaron de la vida a la muerte por el fuego, por orden del consejo, a tres brujas por sus muchas y abominables acciones. Esa misma tarde los sirvientes del consejo detuvieron a otras tres que habían sido acusadas por las anteriores como sus cómplices y las encerraron en la cárcel. Al día siguiente, casi hacia las dos de la tarde, fueron llevadas a las puertas de la ciudad y para descubrir la verdad fueron atadas de la siguiente manera: la mano derecha se ató al dedo gordo del pie izquierdo y la mano izquierda se ató al dedo gordo del pie derecho, de forma que no pudiera mover el cuerpo. Luego, en presencia de varios miles de personas fueron echadas al agua y por tres veces, pero flotaron como madera en la superficie y ninguna se hundió. [...]
Sendbrieff / Wilhelm Adoph Scribonij von Marpurg / Von erkundigung und Prob der Zauberinnen durchs kalte Wasser (1583)